# Gran Premio della Liberazione PINK
Le Gran Premio della Liberazione PINK (Grand Prix de la Libération féminin en français) est une course cycliste féminine italienne. Créée en 1989, la course fait d'abord partie de la catégorie 1.2 du calendrier de l'Union cycliste internationale depuis au moins 2004. D'abord organisée à Crema jusqu'en 2012, elle doit s'arrêter pour cause de problèmes financiers. En 2016, la course renait mais à Rome cette fois.

## Palmarès
| Année         | Vainqueur             | Deuxième                  | Troisième                 |                  |
| ------------- | --------------------- | ------------------------- | ------------------------- | ---------------- |
| 1989          | Elisabetta Guazzaroni | Elisabetta Fanton         | Mara Mosole               |                  |
| 1990          | Elisabetta Guazzaroni | Gabriella Pregnolato      | Luzia Zberg               |                  |
| 1991          | Gabriella Pregnolato  | Marina Artomonova         | Lucia Pizzolotto          |                  |
| 1992          | Elisabetta Fanton     | Gulnara Fatkúlina         | Elisabetta Guazzaroni     |                  |
| 1993          | Simona Muzzioli       | Mara Calliope             | Natalja Bakanova          |                  |
| 1994          | Greta Zocca           | Natalja Yuganiuk          | Simona Grossi             |                  |
| 1995          | Marica Berardi        | Nadia Molteni             | Katia Longhin             |                  |
| 1996          | Diana Rast            | Greta Zocca               | Gabriella Pregnolato      |                  |
| 1997          | Mara Calliope         | Katia Longhin             | Gabriella Pregnolato      |                  |
| 1998          | Greta Zocca           | Regina Schleicher         | Katia Longhin             |                  |
| 1999          | Zinaida Stahurskaia   | Giovanna Troldi           | Tanja Schmidt-Hennes      |                  |
| 2000          | Greta Zocca           | Natalja Yuganiuk          | Zinaida Stahurskaia       |                  |
| 2001          | Greta Zocca           | Katia Longhin             | Regina Schleicher         |                  |
| 2002          | Janildes Fernandes    | Giovanna Troldi           | Zinaida Stahurskaia       |                  |
| 2003          | Diana Žiliūtė         | Olga Sljussarewa          | Julia Martisova           |                  |
| 2004          | Olga Sljussarewa      | Valentina Alessio         | Katia Longhin             |                  |
| 2005          | Regina Schleicher     | Rochelle Gilmore          | Giorgia Bronzini          |                  |
| 2006          | Diana Žiliūtė         | Annalisa Cucinotta        | Olga Sljussarewa          |                  |
| 2007          | Giorgia Bronzini      | Grete Treier              | Annalisa Cucinotta        |                  |
| 2008          | Regina Schleicher     | Rochelle Gilmore          | Giorgia Bronzini          |                  |
| 2009          | Giorgia Bronzini      | Julia Martisova           | Alessandra D'Ettorre      |                  |
| 2010          | Monia Baccaille       | Giorgia Bronzini          | Alessandra D'Ettorre      |                  |
| 2011          | Giorgia Bronzini      | Alona Andruk              | Monia Baccaille           |                  |
| 2012          | Noemi Cantele         | Inga Čilvinaitė           | Maria Giulia Confalonieri |                  |
| Pas de course |                       |                           |                           |                  |
| 2016          | Marta Bastianelli     | Kimberley Wells           | Arianna Fidanza           |                  |
| 2017          | Marta Bastianelli     | Rasa Leleivytė            | Soraya Paladin            |                  |
| 2018          | Letizia Paternoster   | Maria Giulia Confalonieri | Rasa Leleivytė            |                  |
| 2019          | annulé/abandonné      | annulé/abandonné          | annulé/abandonné          | annulé/abandonné |
| 2020          | annulé/abandonné      | annulé/abandonné          | annulé/abandonné          | annulé/abandonné |
| 2021          | annulé/abandonné      | annulé/abandonné          | annulé/abandonné          | annulé/abandonné |
| 2022          | Silvia Persico        | Chiara Consonni           | Maria Giulia Confalonieri |                  |
| 2023          | Silvia Zanardi        | Cristina Tonetti          | Giorgia Bariani           |                  |
| 2024          | Chiara Consonni       | Silvia Persico            | Eleonora Gasparrini       |                  |
| 2025          | Paula Blasi           | Silvia Milesi             | Sofia Bertizzolo          |                  |